# Вільканово (Любуське воєводство)
Вільканово (пол. Wilkanowo) — село в Польщі, у гміні Свідниця Зеленогурського повіту Любуського воєводства.
Населення — 1128 осіб (2011).
У 1975-1998 роках село належало до Зеленогурського воєводства.

## Демографія
Демографічна структура станом на 31 березня 2011 року:
|          | Загалом | Допрацездатний вік | Працездатний вік | Постпрацездатний вік |
| -------- | ------- | ------------------ | ---------------- | -------------------- |
| Чоловіки | 557     | 102                | 406              | 49                   |
| Жінки    | 571     | 107                | 369              | 95                   |
| Разом    | 1128    | 209                | 775              | 144                  |